# Kerim Engizek
Kerim Engizek (ur. 13 maja 1991 w Düsseldorfie) – turecki zawodnik mieszanych sztuk walki (MMA) pochodzenia niemieckiego. Były dwukrotny mistrz GMC w wadze półśredniej (2016-2017, 2018-2019). Aktualnie jest mistrzem czesko-słowackiej organizacji Oktagon MMA w wadze średniej (od 2024). 

## Życiorys
Kerim Engizek urodził się w Düsseldorfie. Od siódmego roku życia dorastał w rodzinnym domu dziecka wraz z młodszym bratem. Początkowo pracował jako portier, mając około dwudziestu lat całkowicie poświęcił się sztukom walki. Walczy pod flagą turecką. 

## Osiągnięcia

### Mieszane sztuki walki
- No Compromises Fighting Championship
  - 2014: Zwycięzca turnieju NCFC w wadze półśredniej
- German MMA Championship
  - 2016-2017: Mistrz GMC w wadze półśredniej
  - 2018-2019: Mistrz GMC w wadze półśredniej
- ELITE MMA Championship
  - 2022: Mistrz EMC w wadze średniej
- Oktagon MMA
  - 2024: Mistrz Oktagon MMA w wadze średniej[4]

## Lista zawodowych walk w MMA
| Wynik     | Bilans | Przeciwnik (bilans przed walką) | Rozstrzygnięcie                             | Runda | Czas | Rozgrywki                         | Data       | Miejsce             | Uwagi                                                               |
| --------- | ------ | ------------------------------- | ------------------------------------------- | ----- | ---- | --------------------------------- | ---------- | ------------------- | ------------------------------------------------------------------- |
| Wygrana   | 23-4   | Mick Stanton (14-8)             | TKO (ciosy pięściami w parterze)            | 1     | 3:03 | Oktagon 74: Bolander vs. Szabová  | 09.08.2025 | Praga               | Ćwierćfinał turnieju Tipsport Gamechanger 3 w wadze średniej.       |
| Wygrana   | 22-4   | Kamil Oniszczuk (10-4)          | Decyzja (jednogłośna)                       | 3     | 5:00 | Oktagon 66: Engizek vs. Oniszczuk | 01.02.2025 | Düsseldorf          | Walka turnieju Tipsport Gamechanger 3 w wadze średniej. Main Event. |
| Wygrana   | 21-4   | Patrik Kincl (28-10. 1 NC)      | Decyzja (jednogłośna)                       | 5     | 5:00 | Oktagon 62: Bigger Than Ever      | 12.10.2024 | Frankfurt nad Menem | Zdobył pas mistrzowski Oktagon MMA w wadze średniej. Co-Main Event  |
| Wygrana   | 20-4   | Adam Horváth (10-7)             | TKO (ciosy pięściami)                       | 1     | 3:48 | Oktagon 49: Moeil vs. Todev       | 18.11.2023 | Kolonia             |                                                                     |
| Wygrana   | 19-4   | Matias Juarez (14-6-1)          | KO (cios)                                   | 1     | 1:39 | Oktagon 46: Dalisda vs. Austin    | 16.09.2023 | Ostrawa             | Debiut w Oktagon MMA.                                               |
| Wygrana   | 18-4   | Wallison Henrique (15-11)       | KO (kopnięcie na korpus)                    | 2     | 1:13 | EMC 10                            | 24.09.2022 | Düsseldorf          | Obronił pas mistrzowski EMC w wadze średniej.                       |
| Wygrana   | 17-4   | Gabriel Barreiro (15-6)         | TKO (ciosy pięściami)                       | 1     | 4:59 | EMC 9                             | 16.04.2022 | Düsseldorf          | Zdobył pas mistrzowski EMC w wadze średniej.                        |
| Wygrana   | 16-4   | Milanko Puranovic (4-6)         | Poddanie (duszenie gilotynowe)              | 1     | N/A  | GMC 25                            | 22.05.2021 | Gelsenkirchen       |                                                                     |
| Wygrana   | 15-4   | Leonardos Sinis (9-3-1)         | TKO (ciosy pięściami)                       | 1     | 4:52 | GMC 23                            | 09.11.2019 | Oberhausen          | Obronił pas mistrzowski GMC w wadze półśredniej.                    |
| Wygrana   | 14-4   | Thibaud Larchet (12-3-1)        | TKO (ciosy pięściami)                       | 2     | 2:55 | GMC 16                            | 01.09.2018 | Kolonia             | Zdobył pas mistrzowski GMC w wadze półśredniej.                     |
| Wygrana   | 13-4   | Gianni Melillo (10-1)           | TKO (ciosy pięściami)                       | 1     | 1:43 | GMC 13                            | 16.12.2017 | Düsseldorf          | Obronił pas mistrzowski GMC w wadze półśredniej.                    |
| Wygrana   | 12-4   | Aleksandar Rakas (10-5)         | Decyzja (jednogłośna)                       | 3     | 5:00 | Superior FC 17                    | 20.05.2017 | Düren               |                                                                     |
| Wygrana   | 11-4   | Paweł Żelazowski (9-1)          | TKO (kolana)                                | 3     | 1:45 | GMC 9                             | 19.11.2016 | Castrop-Rauxel      | Zdobył pas mistrzowski GMC w wadze półśredniej.                     |
| Wygrana   | 10-4   | Mick Mokoyoko (7-5-1)           | Poddanie (duszenie zza pleców)              | 2     | 3:04 | GMC 8                             | 16.04.2016 | Castrop-Rauxel      |                                                                     |
| Wygrana   | 9-4    | Tim Richter (5-2)               | Poddanie (duszenie zza pleców)              | 2     | 3:18 | GMC 7                             | 07.11.2015 | Castrop-Rauxel      |                                                                     |
| Wygrana   | 8-4    | Abeku Afful (7-1)               | Decyzja (jednogłośna)                       | 3     | 5:00 | GMC 6                             | 18.04.2015 | Castrop-Rauxel      |                                                                     |
| Przegrana | 7-4    | Rafał Lewoń (7-3)               | Decyzja (jednogłośna)                       | 3     | 5:00 | GMC 5                             | 13.09.2014 | Castrop-Rauxel      |                                                                     |
| Wygrana   | 7-3    | Gocha Smoyan (10-3)             | TKO (kolana)                                | 1     | 2:42 | NCFC 3                            | 22.02.2014 | Brema               | Wygrał turniej NCFC w wadze półśredniej.                            |
| Wygrana   | 6-3    | Roman Kapranov (7-3)            | TKO (ciosy pięściami)                       | 1     | 3:08 | NCFC 3                            | 22.02.2014 | Brema               | Półfinał turnieju NCFC w wadze półśredniej.                         |
| Wygrana   | 5-3    | Benjamin Nussle (3-9)           | TKO (ciosy pięściami)                       | 1     | 4:02 | NCFC 3                            | 22.02.2014 | Brema               | Ćwierćfinał turnieju NCFC w wadze półśredniej.                      |
| Wygrana   | 4-3    | Volker Dietz (2-2)              | TKO (kolana)                                | 1     | 3:57 | GMC 4: Next Level                 | 06.07.2013 | Herne               |                                                                     |
| Przegrana | 3-3    | Jessin Ayari (8-2)              | Poddanie (duszenie zza pleców)              | 2     | 3:56 | SFC 12: Tournament 2012 Part V    | 24.11.2012 | Mainz               |                                                                     |
| Przegrana | 3-2    | David Zawada (6-0)              | Decyzja (większościowa)                     | 3     | 5:00 | SFC 11: Tournament 2012 Part IV   | 15.09.2012 | Düren               | Półfinał Superior FC Tournament 2012 w wadze półśredniej.           |
| Wygrana   | 3-1    | Marc Becker (0-0)               | Decyzja (jednogłośna)                       | 3     | 5:00 | SFC 10: Tournament 2012 Part 3    | 02.06.2012 | Mainz               | Ćwierćfinał Superior FC Tournament 2012 w wadze półśredniej.        |
| Wygrana   | 2-1    | Nico Altmeyer (0-0)             | TKO (kolana i ciosy pięściami)              | 1     | 3:04 | SFC 8: Tournament 2012 Part I     | 04.02.2012 | Mainz               | Pierwsza runda Superior FC Tournament 2012 w wadze półśredniej.     |
| Wygrana   | 1-1    | Andrej Lichtenwald (2-3)        | TKO (ciosy pięściami)                       | 2     | 3:55 | SFC 7: M-1 Fighter Europe         | 26.11.2011 | Düren               |                                                                     |
| Przegrana | 0-1    | Michael Erdinc (2-0)            | Poddanie (dźwignia prosta na staw łokciowy) | 2     | 3:15 | Respect Fighting Championship 4   | 11.09.2010 | Herne               |                                                                     |

## Życie prywatne
Poza karierą sportową, angażuje się w działalność społeczną, między innymi wspierając domy dziecka w Düsseldorfie. Swoją sławę wykorzystuje również poza sportem, na przykład za pośrednictwem mediów społecznościowych i podcastów. Jego majątek netto szacuje się na około 5 milionów euro, co czyni go jednym z najbogatszych niemieckich zawodników MMA.